# El Mirador, San Sebastián Tlacotepec
El Mirador är en ort i Mexiko.   Den ligger i kommunen San Sebastián Tlacotepec och delstaten Puebla, i den sydöstra delen av landet, 270 km öster om huvudstaden Mexico City. El Mirador ligger 719 meter över havet och antalet invånare är 188.
Terrängen runt El Mirador är varierad. Runt El Mirador är det ganska tätbefolkat, med 58 invånare per kvadratkilometer. Närmaste större samhälle är San Martín Mazateopan, 4,1 km norr om El Mirador. I omgivningarna runt El Mirador växer i huvudsak städsegrön lövskog.